# 約旦—巴勒斯坦關係
約旦－巴勒斯坦關係是指约旦哈希姆王国与巴勒斯坦国之间的双边关系。如今约旦在拉姆安拉设有办事处，而巴勒斯坦在安曼设有大使馆。两国均为阿拉伯联盟、伊斯兰合作组织和地中海聯盟的成员国。两国以约旦河为界限，拥有长达148公里的共同边界。在数次巴以战争中，大量巴勒斯坦难民涌入约旦，至2019年，约旦境内的巴勒斯坦人有2,242,579人。现今的约旦亦在巴以问题中发挥着重要的作用。

## 历史

### 第三次中東戰爭前
外约旦曾是巴勒斯坦託管地的構成部分，約巴雙方均曾由英國統治。1946年外約旦自英国独立，不久即陷入了第一次中东战争。1949年3月2日，外约旦同以色列签订停战协定。1950年4月24日，约旦吞并了巴勒斯坦約旦河西岸地區。兼并后，所有约旦河西岸的巴勒斯坦人成为约旦公民。由于担心国内世俗民族主义情绪的上升可能会颠覆自己的政权，与纳赛尔政权对伊斯兰激进分子的强硬立场不同，约旦王室对伊斯兰激进组织采取了容忍甚至鼓励的立场；这导致在约旦王室治下，哈马斯的前身巴勒斯坦穆斯林兄弟会的发展未如在纳赛尔政权治下那样受到太大影响。在約旦國會中，约旦河西岸和东岸各有30个席位，此时西岸的巴勒斯坦人没有受到歧视，并享有与东岸约旦人相同的平等权利。但是约旦与以色列签署合约也引发了一些巴勒斯坦人的不满，1951年，约旦国王阿卜杜拉一世被一个巴勒斯坦激进分子暗杀。

### 第三次中東戰爭後
第三次中东战争后，约旦失去对于约旦河西岸地区的控制，30万巴勒斯坦人逃难进入约旦控制区，但当时西岸巴勒斯坦人并未丧失其约旦公民身份，亦未丧失在约旦国会中的议席。1968年，巴勒斯坦解放組織转移至约旦境内。此后巴解组织频频对约旦河西岸发动袭击，巴解组织不仅对以色列发动袭击，亦不断蚕食约旦地盘，形成“国中国”，导致约旦与巴勒斯坦的关系迅速恶化。1970年9月，侯赛因一世领导的约旦軍隊与亚西尔·阿拉法特领导的巴勒斯坦解放组织发生了冲突，最终巴解组织战败并被逐出约旦，史称“黑九月事件”。但此时约旦仍未放弃对西岸的领土声索，西岸的巴勒斯坦人仍保留其约旦国籍。1988年，约旦放弃约旦河西岸地区，并承认巴解组织是“巴勒斯坦人民的唯一合法代表”。
然而由于巴勒斯坦内部势力分化严重，因而约旦与巴勒斯坦的关系更加错综复杂。1996年，伊斯兰抵抗运动（即哈马斯）对以色列发动数次自杀式袭击，此后巴解指责约旦窝藏哈马斯人员；1997年，约旦收留哈马斯领导人之一的马尔祖克，马尔祖克随后声明支持约旦河两岸联合，这使得巴勒斯坦民族权力机构颇为不满。1999年，阿卜杜拉二世将哈马斯驻安曼的办公场所关闭并把五名哈马斯领导人驱逐出境，但在2001年7月，约旦又接纳了一些哈马斯领导人。
约旦长期参与巴以问题四方会谈，2005年的四方会谈上，在埃及和约旦的斡旋下，巴以双方达成停火协议。